# Arnold II. (Arnstein)
Arnold II. von Arnstein, auch Arnulf oder Arnolf (* um 1020; † 1067) war von 1048 bis 1067 Graf im Einrichgau und von 1044 bis 1067 Graf im Engersgau aus dem Hause Arnstein. 

## Leben
Arnolds Vater Arnold I. starb schon im Jahr 1036 und wurde seit 1030 im Einrichgau erwähnt, jedoch ab 1033 ausdrücklich nicht mehr als Graf. Da sein Sohn Arnold II. noch unmündig war, übernahm ein Berthold vorerst bis 1042 die Regierung im Einrichgau, der möglicherweise der zweite Gatte Arnolds Mutter war. Im Jahr 1048 wird Arnold II. das erste Mal in einer trierischen Urkunde als Arnulf comes erwähnt. Arnold wird somit als Nachfolger im Grafenamt des Einrichgaues angesehen, nachdem die Grafschaft vorerst ein Teil des Erzbistums Trier war. 
Arnold I. wurde 1034 mit dem Gaugrafen Wigger III. im Engersgau in einer Urkunde erwähnt, dabei wurde Arnold I. mit dem Namen „von Nassau“ betitelt, da Nassau damals im Herrschaftsbereich der Grafen im Einrichgau lag. Wiggers Nachfolger war ab 1044 ein Arnold. Bei diesem Arnold handelt es sich mit einiger Sicherheit um Arnold II. von Arnstein, der vielleicht den Engersgau sowie die Grafschaft im Einrichgau nach seinem Tod im Jahr 1067 an seinen Sohn Ludwig I. vererbte.

## Familie
Der Name der Ehefrau von Arnold ist nicht bekannt. Von Arnold ist nur ein Sohn bekannt:
- Ludwig I. (* um 1045; † 1084), Graf von Arnstein, 1067–1084 Graf im Einrichgau und Engersgau, ⚭ Jutta (* um 1052; † 1099), Tochter von Rutger II., 1051–1075 Graf von Kleve und Irmentrude von Hammerstein

Ein verwandtschaftliche Beziehung zwischen Arnold II. und dem von 1044 bis 1065 amtierenden Bischof Arnold von Worms ist möglich.